# Villa Aurora
Ne doit pas être confondu avec Aurora Villa.

Vue d'ensemble de la villa Aurora.

La villa Aurora, située au 520 Paseo Miramar, à Pacific Palisades (Los Angeles), est une résidence d'artistes depuis 1995. C'est l'ancienne maison de l'écrivain juif allemand Lion Feuchtwanger et de sa femme Marta. Les Feuchtwanger ont acheté cette demeure de style espagnol en 1943 pour la somme de 9 000 dollars, équivalent du salaire annuel d'un enseignant. La maison était un lieu de rencontre pour la communauté des émigrés germanophones qui fuyaient les persécutions nazies pendant le Troisième Reich.

## Histoire

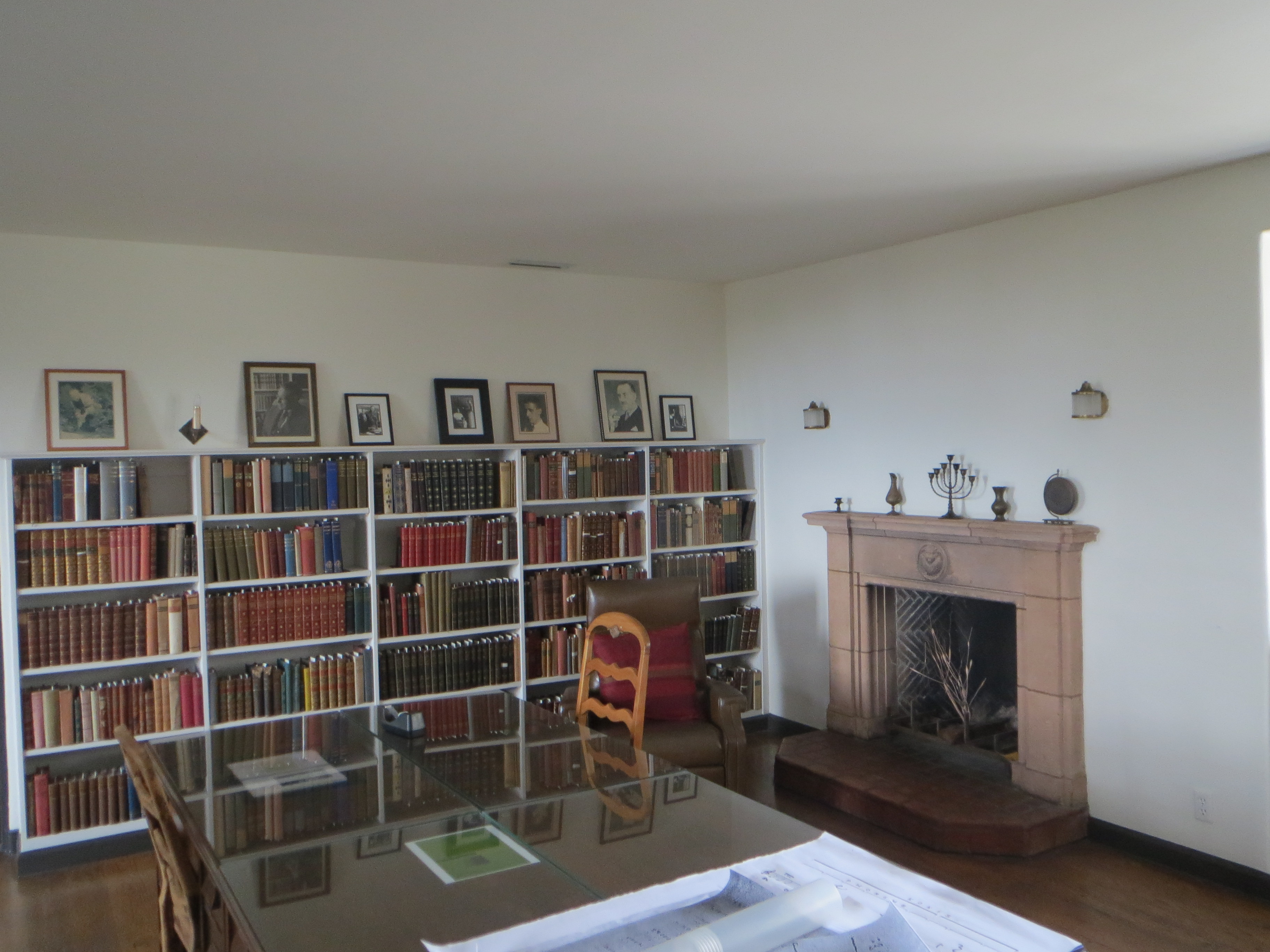
L'un des salons de lecture.

La villa Aurora a été achevée en 1928. Son nom se réfère probablement au surnom de la résidence romaine du cardinal Francesco Maria del Monte, la villa Ludovisi, dite « villa Aurora », où se trouve une fresque du Guerchin représentant la déesse Aurore.
Tout comme la maison de Salka et Berthold Viertel à Santa Monica, la villa Aurora a accueilli de nombreux intellectuels ou artistes en exil, notamment Thomas et Heinrich Mann, Arnold Schoenberg, Vicki Baum, Bruno Frank, Ludwig Marcuse, Franz Werfel, Hanns Eisler, Ernst Toch et Bertolt Brecht, ainsi que Charlie Chaplin ou Charles Laughton,. Les Feuchtwanger y organisaient régulièrement des conférences, des réceptions et des concerts.
Lion Feuchtwanger a écrit six de ses romans historiques dans cette maison : Le jour viendra, Waffen für Amerika, La Juive de Tolède, La Sagesse du fou, Jefta und seine Töchter et Le Roman de Goya.
Après la mort de Lion Feuchtwanger en 1958, la villa Aurora est devenue la propriété de l'université de Californie du Sud, sous réserve que sa veuve, Marta, puisse y résider jusqu'à la fin de ses jours et en administrer la bibliothèque, riche de 30 000 volumes. Aujourd'hui, cette bibliothèque compte encore quelque 22 000 ouvrages, les exemplaires les plus précieux ayant été transférés à la USC Feuchtwanger Memorial Library.